# Albert Ball
Albert Ball, britanski častnik, vojaški pilot in letalski as * 14. avgust 1896, Nottingham, Velika Britanija † 7. maj 1917, Annœullin, Francija.
Ball je bil 8. junija 1917 posmrtno odlikovan z Viktorijinim križcem, najvišjim britanskim vojnim odlikovanjem. Le dan prej je bil odlikovan tudi z najvišjim francoskim odlikovanjem: križcem viteza Legije časti. V bojih je sestrelil 25 nemških letal in jih 19 prisilil pristati, tako je uraden končni seštevek 44 zmag. To ga uvršča na četrto mesto na večni lestvici najboljših britanskih pilotov 1. SV za Mickom Mannockom (61), Jamesom McCuddenom (57) in Georgeom McElroyem (47). Ob času smrti je bil vodilni antantni letalski as prve svetovne vojne in prvi britanski letalski junak.
"Na tleh" je bil dokaj plah mladec, ki se je vedno raje držal bolj zase. Znan je bil kot "volk samotar" ("lone wolf"). Dobro je igral violino in ga je bilo groza ubijanja. Nekaj povsem drugega pa je bil v zraku. Pogumen kot lev (kar je po horoskopu tudi bil), zelo drzen in včasih tudi malce mladostno zaletav.
Bil je tudi inovator, prvi je namreč na letalo dal vgraditi vzvratno ogledalo. Ta novost se je izredno hitro razširila naprej, najprej med britanskimi, nato francoskimi in nazadnje tudi še med nemškimi piloti.
Kaj v resnici je v ponedeljek, 7. maja 1917 nekaj po osmi uri zvečer na nebu pri kraju Annœullin povzročilo njegovo smrt, nikoli ne bo znano. Priče so povedale, da je njegovo letalo z negibnim propelerjem in črno kadečim se motorjem povsem celo priletelo iz temnega nevihtnega oblaka, obrnjeno s trebuhom navzgor in z višine kakih 60 m treščilo na tla. Cécile Deloffre, mlademu francoskemu dekletu iz Annœullina, ki je prvo prihitelo na mesto padca letala, je Ball umrl v naročju. Na dan smrti ni bil star niti 21 let (tri mesece in en teden manj).
Na obdukciji nemški zdravnik ni našel nobene strelne rane. Prav tako njegov SE.5a (A8898) ni imel, razen tistih od udarca ob tla, nobenih drugih poškodb.
Najraje je letal sam, brez čelade, da mu je »veter mršil lase«, kot je sam opravičujoče dejal. Nekega dne je osramotil pet nemških letalcev, ki so ga dobili v precep oz. v past. Junaško se je boril do konca, ko pa mu je zmanjkalo streliva, je skoval mojstrsko ukano. Odsvedral je proti tlom, kot da so ga Nemci zadeli, in namerno "nerodno" pristal na nekem bližnjem travniku, a s še vedno delujočim motorjem. Trije nemški piloti so odleteli na njihovo letališče sporočit, da so ujeli največjega britanskega asa. Dva Nemca pa sta pristala blizu njegovega letala, zlezla iz kabin ter se mu približala. Tedaj je Ball dodal plin, vzletel in odletel brez ene same praske nazaj na domače letališče. Ta dogodek je omenjen v spominih tistih zbeganih in popolnoma osramočenih nemških pilotov in je v RAF-u postal legendaren. Ball je s tem dokazal, da ni bil le velik borec, ampak je še kako znal v odločilnih trenutkih uporabiti svojo pamet.
Izpilil je samomorilski manever, ki si ga ni upal posnemati nihče. Nemškemu pilotu je namenoma dovolil, da se mu je približal od zadaj. Imel je nadnaraven občutek, kdaj bo Nemec začel streljati. Tik pred tem pa se je strmo vzpel, zaokorožil za Nemca in ga z dobro merjenim rafalom poslal na tla. Njegova druga uspešna taktika pa je bila napad od spodaj. Nemcu se je približal od spodaj, potegnil Lewisovo strojnico na zgornjem krilu k sebi in poslal v Nemca smrten rafal. Nemški pilot se sploh ni zavedal nevarnosti in ni izstrelil niti enega samega naboja. To ni bilo v britanskem "športnem duhu" ("unsportmanlike"), je bilo pa zelo učinkovito. Podobno taktiko je uporabljal tudi "rdeči baron". Tretji njegov manever pa je bil, da je poletel čelno proti nasprotniku, meneč, da bo Nemec prej zavil vstran. Ta zmeraj tudi je, tistih nekaj sekund izpostavljanja pa je bilo za Balla dovolj, da je sprožil usoden rafal.
Ball se je med dopustom zgodaj leta 1917 v Angliji spoprijateljil z Jamesom McCuddnom. McCudden je sicer zelo občudoval njegovo hrabrost in drznost, a posnemal ga ni. Je pa preizkusil Ballovo metodo streljanja s strojnico od spodaj. Po tem je dejal, da je "merjenje in streljanje z eno roko in obenem pilotiranje letala z drugo roko prava umetnost". Približno v tem času je Ball v Londonu srečal takrat še neznanega novinca, poznejšega prvega kanadskega letalskega asa, Williama Averya "Billya" Bishopa. Dogovarjala sta se za skupne akcije, a do tega ni prišlo zaradi Ballove prezgodnje smrti.
Ball je 25. marca 1917 spoznal 18-letno Floro Young in se z njo 5. aprila že zaročil. Sam jo je z letalom popeljal na njen "zračni krst". Punco je moral povsem očarati. Kot vidimo, do ušes zaljubljeni Albert ni tratil časa.
Nazadnje je Albert Ball letel na angleškem letalu R.A.F. SE.5a, ki pa ga ni preveč cenil. Imenoval ga je "dud" (malovredno ali neuporabno stvar). Veliko bolj so mu bili všeč sila gibčni francoski Nieuporti, ki pa so imeli zelo grdo razvado, da se jim je v tesnih zavojih in/ali pri strmoglavljanjih rado odlomilo ozko spodnje krilo. Kriv je bil V-opornik, ki je spodnje krilo opiral le na enem mestu ("flutter"). Kljub temu je Ball smel obdržati svojega "starega" Nieuporta 17 (B1522) za samostojne lete, za skupne pa je moral uporabljati SE.5a. Pisno dovoljenje za uporabo Nieuporta je dobil od samega (takrat še) generala Trencharda. SE.5a je bil manj gibčen od Nieuportov, a je bil hitrejši in je strmoglavljal in izvajal akrobacije brez težav. Motor SE.5a znamke Hispano-Suiza je v daljšem hrbtnem letu rado "zalilo" in takrat je odpovedal. Ravno to bi lahko bil vzrok Ballove smrti. Britanci še danes zagovarjajo teorijo o "odpovedi motorja Ballovega letala".
Zadnjo, 44. zmago je Ball dosegel en dan pred smrtjo na solo poletu s svojim starim Nieuportom. Na dan smrti je s SE.5a v letalskem dvoboju z mlajšim bratom "rdečega barona", Lotharjem von Richthofnom, temu preluknjal rezervoar za gorivo. Tako ga je blizu Annœullina primoral k prisilnemu pristanku. Mlajši Richthofen je imel izredno srečo, da se mu letalo v zraku ni vnelo, drugače bi se to zanj tragično končalo. Pozneje so mlajšemu Richthofnu pripisali sestrelitev Balla, kar pa ni bilo res in je bila le nemška propagandna zvijača.
Na predvečer smrti je Ball v svojem zadnjem pismu očetu zapisal, da upa, da se bo ta morija kmalu končala, saj se že začenja počutiti kot morilec.
Albert Ball je bil pokopan v sredo, 9. maja 1917 na nemškem vojaškem pokopališču v mestu Annœullin z vsemi vojaškimi častmi. Na pogrebu je bilo prisotnih tudi osupljivo veliko nemških visokih častnikov. Ti so na pogrebu celo dovolili udeležbo angleških in francoskih vojnih ujetnikov. Takrat so še poznali viteštvo.
Britanci so njegov grob našli šele po končani vojni. Takoj so nadomestili lesen križ (glej sliko desno), ki so mu ga postavili Nemci, z britanskim. Na željo družine je Ball ostal pokopan na nemškem vojaškem pokopališču, saj so mu le tako lahko leta 1921 postavili granitni spomenik, ki stoji še danes. Še vedno skrbno urejajo njegov prerani grob. Navkljub temu, da je preteklo več kot sto let od konca 1. SV in da je razen Alberta Balla, to pokopališče samih nemških vojakov, Francozi vzorno skrbe zanj. Ballov oče, tudi sam Albert, je odkupil zemljišče na mestu, kjer je umrl njegov sin. Tudi tam je še zmeraj skromno obeležje, čeprav ga je malce težje najti, je pa kar blizu (~600 m) pokopališča, kjer je Albert Ball pokopan. To zemljišče še danes lahko zastonj uporabljajo meščani Annœullina pod enim samim pogojem - znamenje mora ostati nedotaknjeno. In to vse do danes tudi je.
V Nottinghamu je Ballov oče kot župan dal v parku pod nottinghamskim gradom zgraditii spomenik vsem padlim vojakom v 1. SV iz tega mesta. Kip na njem je njegov sin v naravni velikosti. Slovesno ga je 8. septembra 1921 odkril (takrat že) letalski maršal Hugh Montague "Boom" Trenchard. Ballov oče je na svoje stroške zgradil stanovanja za družine vojakov iz Nottinghama, umrlih v 1. SV. Imenovali so jih "Albert Ball Memorial Homes" (glej sliko desno). Od leta 1995 so pod spomeniškim varstvom.
Francozi so Ballu dali vzdevek "angleški Guynemer", Nemci pa "angleški Richthofen". "Rdeči baron" Manfred von Richthofen je, ko je zvedel za njegovo smrt, odkrito priznal: "Bil je daleč najboljši angleški letalec." ("By far the best English flying man.").
Ko so ga posthumno odlikovali z Viktorijinim križcem, je neimenovani pilot njegove 56. skupine zajedljivo pripomnil: »Dali so mu le en V.C., zaslužil pa si jih je vsaj ducat. To ve cela eskadrilja!« ("I see they have given him the V.C. Of course he won it a dozen times over. The whole squadron knows that!").
Ironija usode je, da je Albert Ball umrl ravno na dan, ko je Mick Mannock, britanski pilot z največ (61) zmagami v 1. SV, dosegel svojo prvo. Mannocku je bil Ball vzornik, čeprav sta si bila po starosti in značaju precej različna. Sta pa oba dobro igrala violino.
Po 1. SV so v Franciji šole radi poimenovali po narodnih junakih, imeli so celo vrsto svojih. Samo od letalcev Guynemerja, Foncka, Dormeja, Nungesserja, Chaputa, Navarra, Lufberya, Pourpéja, Garrosa, Pégouda... V Annœullinu pa ni bilo nikoli v nobenem trenutku vprašanje in nobenega dvoma, po kom se bo imenovala njihova osnovna šola. Od leta 1999 se v Annœullinu po Albertu Ballu imenuje nova gimnazija (Collége Albert Ball). V tem mestu ima tudi svojo ulico: Rue du Capitaine Ball.
Leta 2006 je Britanska pošta ("Royal Mail") izdala poštne znamke ob 150-ti obletnici uvedbe najvišjega britanskega vojnega odlikovanja, Viktorijinega križca (V.C.). Ena od šestih znamk nosilcev Viktorijinega križca je bila posvečena tudi Albertu Ballu.
Mort pour la liberté, mort pour la France. Per ardua ad astra.
Nekdo je nekoč dejal: "Če hočeš postati nesmrten, moraš najprej umreti!".

## Odlikovanja
- Viktorijin križec (VC) (Anglija)
- DSO z dvema ploščicama (Anglija)
- Vojaški križec (MC) (Anglija)
- križec Viteza Legije časti (Francija)
- red svetega Jurija 4. razreda (Carska Rusija)